# Té fermentado
El té fermentado (también conocido como té post-fermentado o té oscuro) es una clase de té que ha pasado por un proceso de fermentación microbiana, que puede durar desde varios meses hasta muchos años. La exposición de las hojas de té a la humedad y al oxígeno durante el proceso también provoca oxidación interna (derivada de las propias enzimas de las hojas de té) y externa (catalizada por microorganismos). Las hojas de té y la infusión resultante se oscurecen con la oxidación. Por ello, los diversos tipos de tés fermentados producidos en China también se conocen como té oscuro, no deben confundirse con el té negro, que en chino se denomina «té rojo» (hong cha, 红茶). El té fermentado más famoso es el pu'er producido en la provincia de Yunnan.
La fermentación de las hojas de té altera su química, afectando las cualidades organolépticas del té preparado. La fermentación modifica el olor del té y suele suavizar su sabor, reduciendo la astringencia y la amargura, al tiempo que mejora la textura en la boca y el retrogusto. Los microorganismos también pueden producir metabolitos con beneficios para la salud. Además, pueden producirse sustancias como el carbamato de etilo (uretano).
La fermentación se lleva a cabo principalmente por mohos. Se implicó a Aspergillus niger como el principal organismo microbiano en el proceso del pu'er, pero esa identificación de especies ha sido cuestionada por un análisis exhaustivo de PCR-DGGE, que señala a Aspergillus luchuensis como el principal agente de fermentación.
La mayoría de las variedades de tés fermentados se producen en China, su país de origen, aunque también se producen varias variedades en Corea del Sur y Japón. En Birmania, el lahpet es una forma de té fermentado que se consume como verdura, y tés encurtidos similares también se consumen o mastican en el norte de Tailandia y el sur de Yunnan.

## Historia
La historia temprana del té oscuro no está clara, pero existen varias leyendas y algunas teorías creíbles. Por ejemplo, una leyenda sostiene que el té fermentado se produjo accidentalmente por primera vez en la Ruta de la Seda y la Ruta del Té durante la temporada de lluvias. Cuando el té se empapó en la lluvia, los transportadores lo abandonaron por temor a la contaminación. Al año siguiente, las aldeas cercanas sufrieron de disentería, y decidieron beber el té mohoso abandonado en un acto de desesperación. La leyenda concluye que el té curó a los enfermos y rápidamente se volvió popular.
Otros relatos históricos atribuyen la primera producción de té oscuro a la dinastía Ming en los siglos XV y XVI. Es posible que los comerciantes de té lo intercambiaran mucho antes de lo que indican las leyendas, a través de las fronteras históricas de las áreas culturales han y tibetana.

## Variedades
Los tés fermentados se pueden dividir según su método de producción. Los tés apilados, como los tés post-fermentados chinos y el kurocha de Toyama producido en Japón, se fermentan con hongos naturales en condiciones relativamente secas. Otros tés fermentados, llamados tés encurtidos, se fermentan en un proceso húmedo con bacterias de ácido láctico. Los tés encurtidos incluyen miang de Tailandia y awabancha de Japón. Una tercera categoría, que incluye el goishicha japonés y el Ishizuchi kurocha, se fermenta sucesivamente con los métodos de apilado y encurtido.

### China

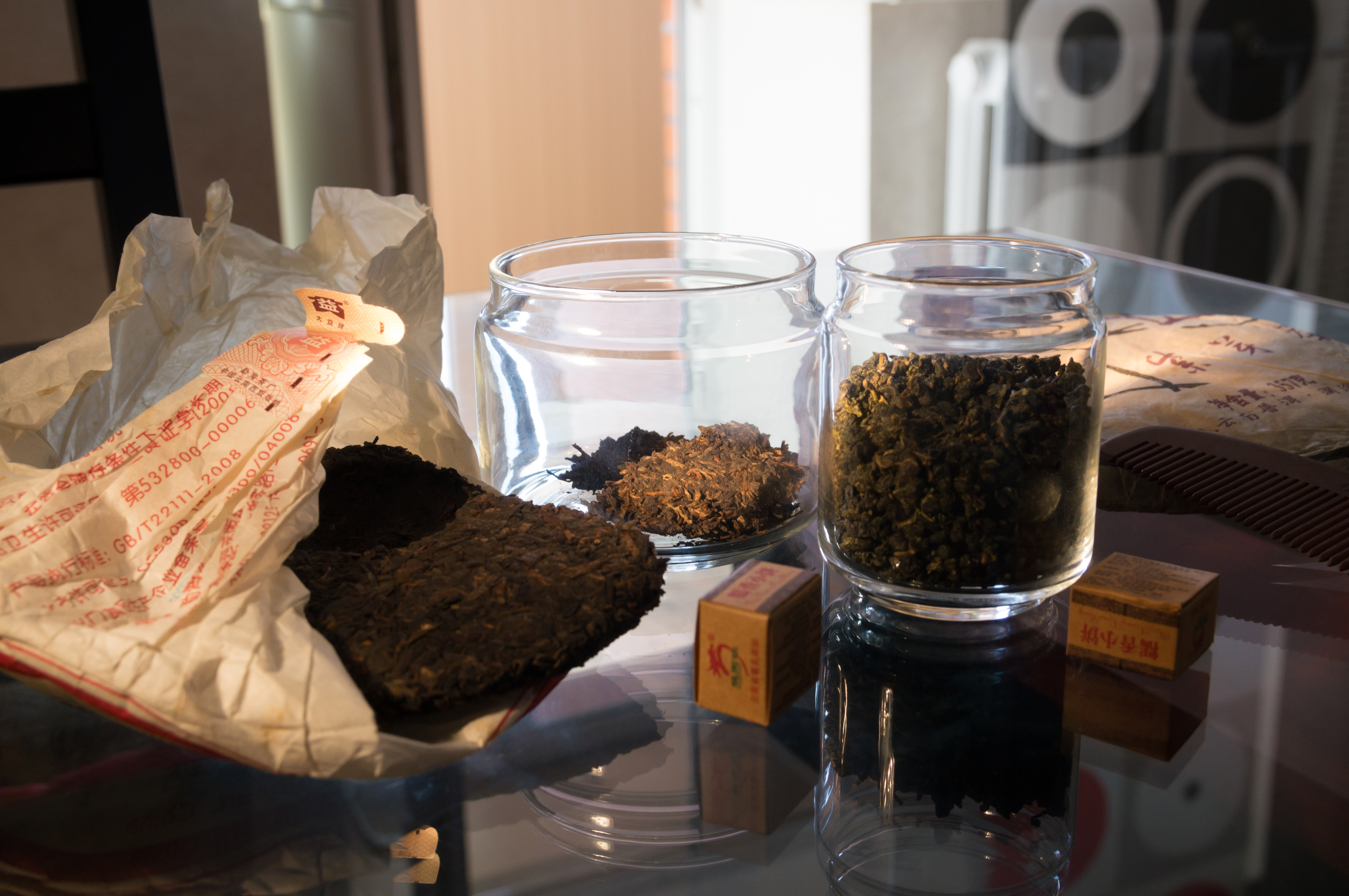
Té pu'er de Yunnan, China

El té fermentado se originó en China, donde se conoce comúnmente como hei cha (黑茶) o té oscuro. El heicha se produce en muchas áreas de China, principalmente en las provincias del sur más cálidas. Comúnmente se prensa en forma de ladrillos o pasteles para su envejecimiento.
Las áreas de producción y variedades más famosas e importantes incluyen:
- Anhui: Liu an lan cha (安徽六安籃茶, té Lu'an de Anhui)
- Guangxi: Liu bao cha (廣西六堡茶, té Liubao de Guangxi, a menudo vendido como 松黑茶, té oscuro suelto)
- Hubei: Qing zhuan cha (湖北青砖茶, té prensado verde de Hubei)
- Hunan: Fu zhuan cha (湖南茯磚茶 (黑茶), el famoso té prensado fu zhuan 茯磚茶)
- Jingyang, Shaanxi: Fu zhuan cha (陕西泾阳茯茶 (黑茶), el famoso té prensado fu zhuan 茯磚茶)
- Sichuan: Lu bian cha (四川路边茶, té de borde de Sichuán)
- Tíbet: Zang cha (藏茶, té tibetano, a menudo llamado té prensado tibetano)
- Yunnan: Pu'er cha (雲南普洱茶, ya sea «crudo» sheng pu'er 生普洱 o «maduro» shu pu'er 熟普洱)

Formas incluyen:
- Troncos de hoja de bambú
- Pasteles, o bing cha (餅茶)
- Prensado (en ladrillo), o zhuan cha (磚茶)
- Suelto, en cestas
- Nidos de pájaro, o tuo cha (沱茶), generalmente pu'er
- Cuadrados, o fang cha (方茶)

### Japón
En Japón se producen varias variedades distintas de té fermentado. El kurocha de la prefectura de Toyama es el único té apilado de Japón, similar a los tés post-fermentados chinos. El kurocha de Toyama se prepara tradicionalmente hirviéndolo en agua, añadiendo sal y removiendo con un batidor como en una ceremonia del té tradicional. Se consume en ocasiones religiosas o durante reuniones en el área de Asahi de la prefectura. El awabancha (阿波番茶), producido en la prefectura de Tokushima, y el batabatacha, asociado con Asahi, Toyama, se elaboran a partir de bancha, o hojas de té de segunda cosecha, con fermentación bacteriana. Se ha encontrado que el batabatacha contiene vitamina B12, pero en cantidades insignificantes para la dieta humana. El goishicha (碁石茶) de Ōtoyo, Kōchi y el Ishizuchi kurocha cultivado al pie del Monte Ishizuchi en la prefectura de Ehime se elaboran mediante un proceso de fermentación en dos etapas, primero con hongos aeróbicos y luego con bacterias anaeróbicas.

### Corea

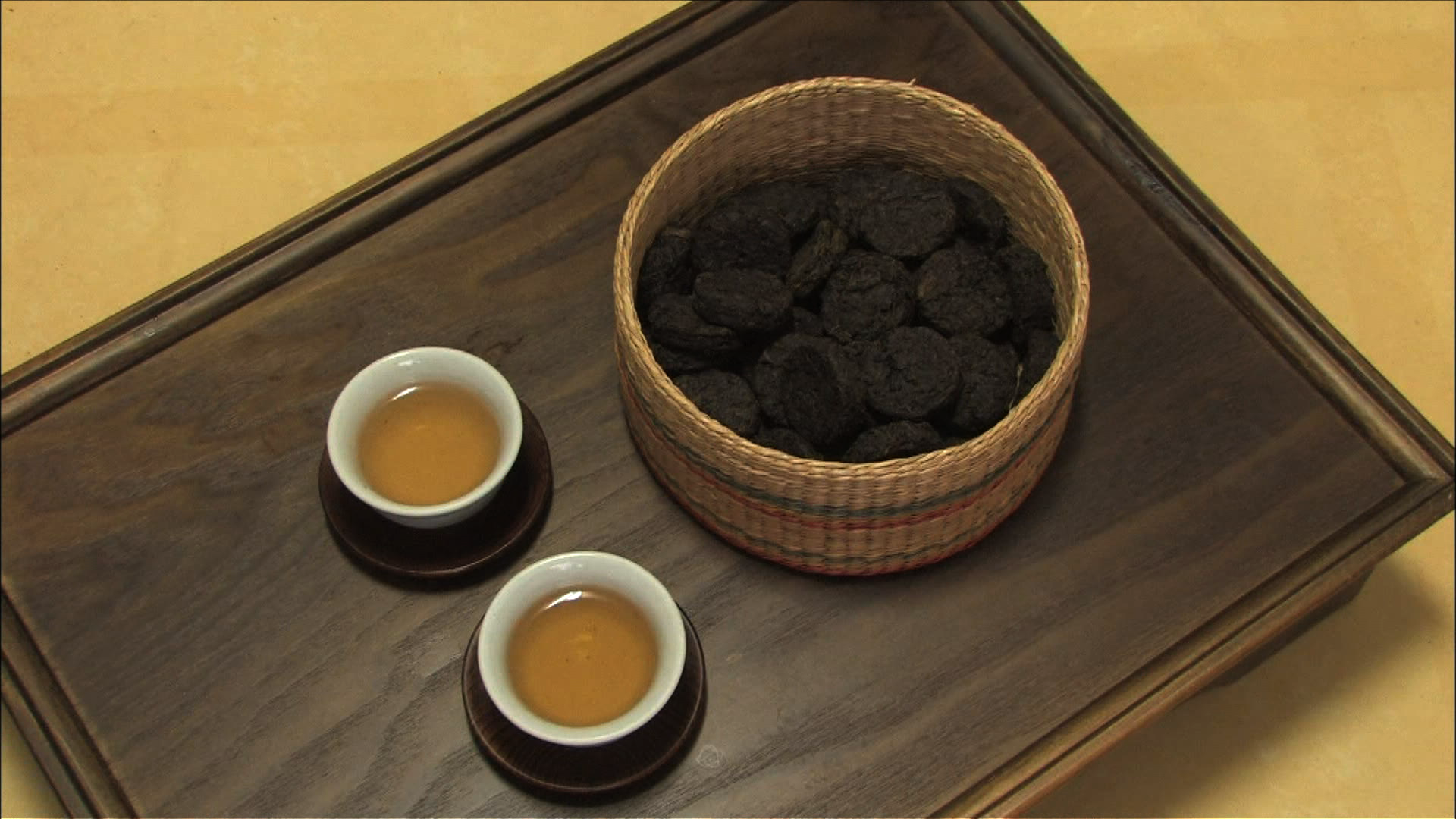
Tteokcha

El tteokcha (en hangul, 떡차; literalmente, «té de pastel»), también llamado byeongcha (en hangul, 병차; en hanja, 餠茶; literalmente, «té de pastel»), fue el tipo de té más comúnmente producido y consumido en la Corea premoderna. El té prensado en forma de yeopjeon, monedas con agujeros, se llamaba doncha (en hangul, 돈차; literalmente, «té de dinero»), jeoncha (en hangul, 전차; en hanja, 錢茶; literalmente, «té de dinero») o cheongtaejeon (en hangul, 청태전; en hanja, 靑苔錢; literalmente, «moneda de musgo verde»). El Borim-cha (en hangul, 보림차; en hanja, 寶林茶) o Borim-baengmo-cha (en hangul, 보림백모차; en hanja, 寶林白茅茶), nombrado por su lugar de origen, el templo Borim en Jangheung, Jeolla del Sur, es una variedad popular de tteokcha.

### Té encurtido comestible
Aunque la historia temprana del té no está clara, se ha establecido que durante siglos las personas han masticado hojas de té. Pocas personas hoy en día continúan consumiendo té masticándolo o comiéndolo.
En el norte de Tailandia, un producto de té encurtido llamado miang (เมี่ยง) se mastica como estimulante. Las hojas de té al vapor se mantienen prensadas en cestas de bambú selladas hasta que la fermentación anaeróbica produce un pastel compacto con el sabor deseado. La fermentación dura de cuatro a siete días para hojas jóvenes y aproximadamente un año para hojas maduras. El miang está relacionado con el refrigerio callejero tailandés y laosiano miang kham.
El té encurtido conocido como lahpet se consume ampliamente en la gastronomía de Birmania, y juega un papel importante en la cultura ritual birmana. Tras la fermentación, el té se consume como verdura.
Un té encurtido similar lo consumen los Blang de Xishuangbanna en Yunnan, China, en la frontera con Myanmar y Laos. El té, conocido localmente como miam y en chino como suancha (酸茶), se empaqueta primero en tubos de bambú, luego se entierra y se deja fermentar antes de consumirlo.

## Producción
Muchos tés fermentados no llegan al mercado listos para el consumo. En cambio, pueden comenzar como té verdes o tés parcialmente oxidados similares al oolong, que luego se dejan oxidar lentamente y someterse a fermentación microbiana durante muchos años (comparable a los vinos que se venden para envejecer en una bodega). Alternativamente, los tés fermentados pueden crearse rápidamente mediante un proceso de maduración que dura varios meses, como con el Shu Pu'er. Esta maduración se realiza mediante un proceso controlado similar al compostaje, donde se supervisan cuidadosamente la humedad y la temperatura del té. El producto es un té fermentado «terminado».[cita requerida]
Los tés fermentados se venden comúnmente como té prensado de diversas formas, incluyendo ladrillos, discos, cuencos o setas. Los tés pu'er madurados se maduran sueltos y luego se comprimen. Los tés fermentados pueden envejecerse durante muchos años para mejorar su sabor, nuevamente comparable a los vinos. El té pu'er crudo puede envejecerse hasta 50 años en algunos casos sin perder calidad, y el pu'er madurado puede envejecerse hasta 10 o 15 años. Los expertos y aficionados no están de acuerdo sobre la edad óptima.[cita requerida]
Muchos tibetanos y centroasiáticos usan el pu'er u otros tés fermentados como alimento calórico y micronutriente, hervidos con mantequilla de yak, azúcar y sal para hacer té de mantequilla de yak.

## Envejecimiento y almacenamiento

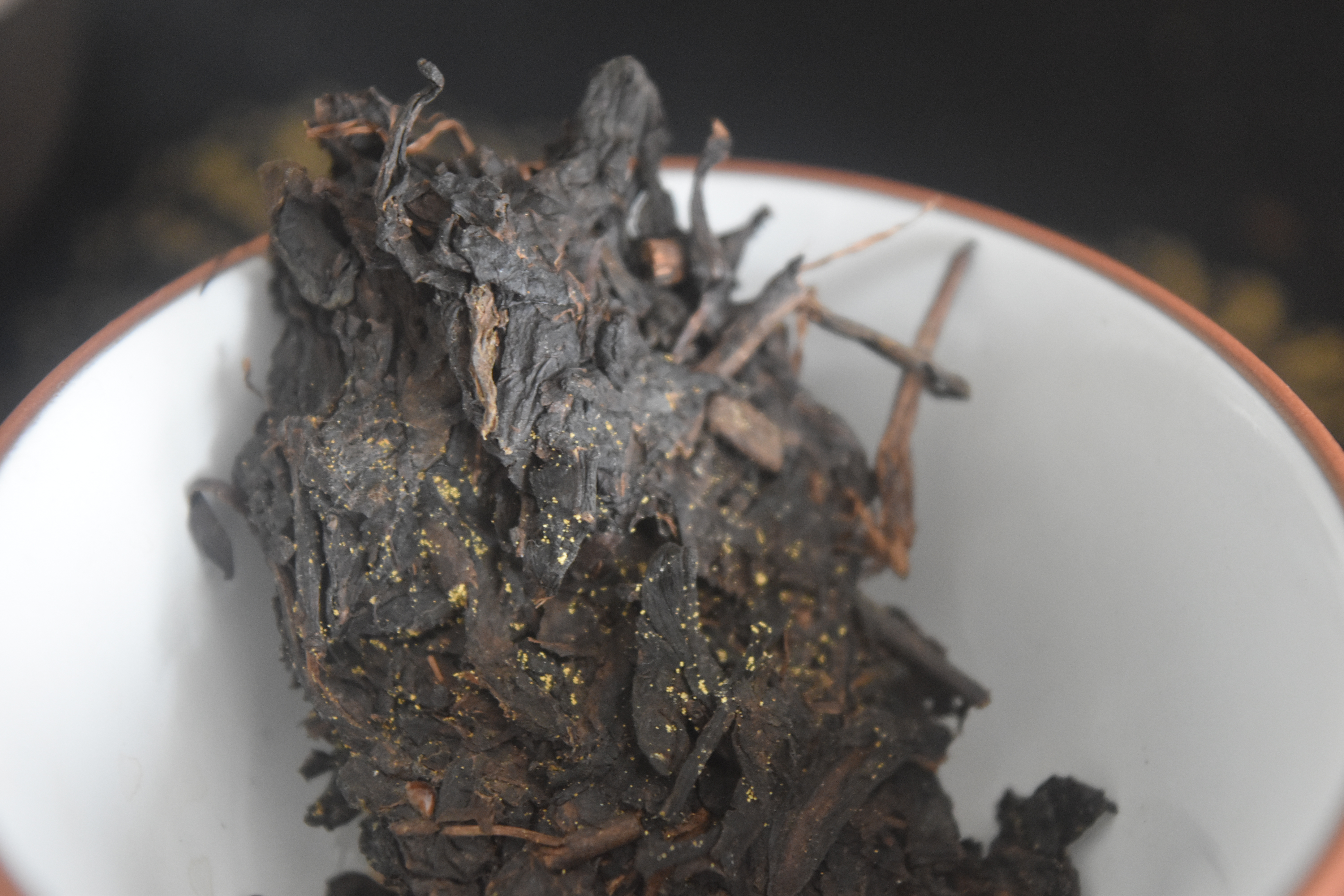
jin hua hei cha de Liu Bao con Aspergillus cristatus, anteriormente Eurotium cristatum

El té post-fermentado suele volverse más valioso con la edad. El té oscuro a menudo se envejece en cestas de bambú, cubiertas de hojas de bambú o en su empaque original.
Muchas variedades de té oscuro se envejecen intencionalmente en entornos húmedos para promover el crecimiento de ciertos hongos, a menudo llamados «flores doradas» o jin hua (金花) debido a su color amarillo brillante.